# Хомутинское сельское поселение
Хомутинское се́льское поселе́ние — муниципальное образование в Нижнеомском районе Омской области Российской Федерации.
Административный центр — село Хомутинка.

## История
Статус и границы сельского поселения установлены Законом Омской области от 30 июля 2004 года № 548-ОЗ «О границах и статусе муниципальных образований Омской области».

## Население
| 2010  | 2011  | 2012  | 2013  | 2014  | 2015  | 2016  |
| ----- | ----- | ----- | ----- | ----- | ----- | ----- |
| 1375  | ↘1370 | ↘1363 | ↘1325 | ↘1299 | ↘1256 | ↘1220 |
| 2017  | 2018  | 2019  | 2020  | 2021  | 2023  |       |
| ↘1184 | ↘1148 | ↘1121 | ↘1097 | ↘975  | ↘948  |       |

## Состав сельского поселения
| № | Населённый пункт | Тип населённого пункта       | Население |
| - | ---------------- | ---------------------------- | --------- |
| 1 | Воскресенка      | деревня                      | 3         |
| 2 | Епанчино         | деревня                      | 77        |
| 3 | Киршовка         | деревня                      | 224       |
| 4 | Рязанка          | деревня                      | 142       |
| 5 | Хомутинка        | село, административный центр | 767       |
| 6 | Хомутинка        | деревня                      | 162       |